# Julius Evola
Giulio Cesare Andrea Evola, krajše Julius Evola, italijanski filozof, slikar in ezoterik, * 19. maj 1898, Rim, † 11. junij 1974, Rim. 

## Filozofija
Evola je opredeljeval svoj nazor in spiritualne vrednote kot aristokratske, moške, tradicionalne, junaške in še posebej reakcionarne. Predstavil je svoj pogled na tradicijo. Njegovo najpomembnejše delo je trilogija v angleškem prevodu Revolt Against the Modern World, Men Among the Ruins in Ride the Tiger. Evola je eden najbolj poznanih predstavikov  tradicionalistične filozofije. 
Po mnenju preučevalca Evole, „bi lahko opredelili filozofijo Evole kot najbolj radikalno in dosledno antiegalitarno, antiliberalno, antidemokratično in antipopularno v dvajsetem stoletju. Njegova filozofska usmeritev pokriva teme kot hermetizem, metafizika vojne, seksa, tantre, budizma, taoizma, gorništva in iskanja Svetega grala, zgodovino civilizacij, dekadence in mnogo različnih filozofij in verskih tradicij antike in Orienta. 
Nikoli ni bil član italijanske fašistične stranke (PNF) ali italijanske socialne republike (RSI). Bil je kritik fašizma in se je deklariral kot anti-fašist.  Simpatiziral je z desno usmerjenimi intelektualci. Po drugi svetovni vojni je mnogo podpornikov radikalnih tradicionalistov, Nove desnice in Tretje poti videlo inspiracijo v Evoli, kakor tudi mnogi okultisti. 

## Življenjepis

### Zgodnja leta
Okoli leta 1929 ga je pritegnil spiritualizem. Veliko je bral različne ezoterične tekste in se globlje posvečal okultizmu, alkimiji in magiji. V tem času je uporabljal tudi halucinogene droge, da je izkusil drugačne stanje zavesti, vendar je kasneje v knjigi Osedlati tigra kritiziral tako početje. Leta 1927 je skupaj z italijanskimi ezoteriki ustanovil Gruppo di Ur, ki je hotela oživiti nekdanje rimsko poganstvo 

### Po drugi svetovni vojni
Po drugi svetovni vojni je Evola nadaljeval svoje delo. Napisal je številne knjige in članke o magiji seksa in drugi ezoteriki, vključno z  The Yoga of Power: Tantra, Shakti, and the Secret Way (1949), Eros and the Mysteries of Love: The Metaphysics of Sex (1958), Meditations on the Peaks: Mountain Climbing as Metaphor for the Spiritual Quest (1974), The Path of Enlightenment According to the Mithraic Mysteries (1977). Napisal je tudi dve svoji politični knjigi: Men Among the Ruins: Post-War Reflections of a Radical Traditionalist (1953), Ride the Tiger: A Survival Manual for the Aristocrats of the Soul (1961) in svojo avtobiografijo: The Path of Cinnabar (1963).

### Smrt
Evola je umrl neporočen, brez otrok, 11. Junija 1974 v Rimu. 

## Izbrane knjige in članki
- Arte Astratta, posizione teorica (1920)
- La parole obscure du paysage intérieur (1920)
- Saggi sull'idealismo magico (1925)
- L'individuo e il divenire del mondo (1926)
- L'uomo come potenza (1927)
- Teoria dell'individuo assoluto (1927)
- Imperialismo pagano (1928; Angleški prevod: Heathen Imperialism, 2007)
- Introduzione alla magia (1927-1929; 1971; Angleški prevod: Introduction to Magic: Rituals and Practical Techniques for the Magus, 2001)
- Fenomenologia dell'individuo assoluto (1930)
- La tradizione ermetica (1931; Angleški prevod: The Hermetic Tradition: Symbols and Teachings of the Royal Art, 1995)
- Maschera e volto dello spiritualismo contemporaneo: Analisi critica delle principali correnti moderne verso il sovrasensibile (1932)
- Rivolta contro il mondo moderno (1934; druga izdaja: 1951; Angleški prevod: Revolt Against the Modern World: Politics, Religion, and Social Order in the Kali Yuga, 1995)
- Tre aspetti del problema ebraico (1936; Angleški prevod: Three Aspects of the Jewish Problem, 2003)
- Il Mistero del Graal e la Tradizione Ghibellina dell'Impero (1937; Angleški prevod: The Mystery of the Grail: Initiation and Magic in the Quest for the Spirit, 1997)
- Il mito del sangue. Genesi del Razzismo (1937)
- Indirizzi per una educazione razziale (1941; Angleški prevod: The Elements of Racial Education 2005)
- Sintesi di dottrina della razza (1941; Nemški prevod: Grundrisse der Faschistischen Rassenlehre, 1943)
- Die Arische Lehre von Kampf und Sieg (1941; Angleški prevod: The Aryan Doctrine of Battle and Victory, 2007)
- Gli Ebrei hanno voluto questa Guerra (1942)
- La dottrina del risveglio (1943; Angleški prevod: The Doctrine of Awakening: A Study on the Buddhist Ascesis, 1951; The Doctrine of Awakening: The Attainment of Self-Mastery According to the Earliest Buddhist Texts, 1995)
- Lo Yoga della potenza (1949; Angleški prevod: The Yoga of Power: Tantra, Shakti, and the Secret Way, 1992)
- Orientamenti, undici punti (1950)
- Gli uomini e le rovine (1953; Angleški prevod: Men Among the Ruins: Post-War Reflections of a Radical Traditionalist, 2002)
- Metafisica del sesso (1958; Angleški prevod: The Metaphysics of Sex, 1983; Eros and the Mysteries of Love: The Metaphysics of Sex, 1991)
- L'«Operaio» nel pensiero di Ernst Jünger (1960)
- Cavalcare la tigre (1961; Angleški prevod: Ride the Tiger: A Survival Manual for the Aristocrats of the Soul, 2003)
- Il cammino del cinabro (1963; second edition, 1970; Angleški prevod: The Path of Cinnabar: An Intellectual Autobiography, 2009)
- Il Fascismo. Saggio di una analisi critica dal punto di vista della destra (1964; druga izdaja, 1970; Angleški prevod: Fascism Viewed from the Right, 2013)
- L'arco e la clava (1968)
- Raâga blanda , Composizioni 1916-1922 (1969)
- Il taoismo (1972; Angleški prevod: Taoism: The Magic, the Mysticism, 1994)
- Meditazioni delle vette (1974; Angleški prevod: Meditations on the Peaks: Mountain Climbing as Metaphor for the Spiritual Quest, 1998)
- Il Fascismo visto dalla destra; Note sul terzo Reich (1974; Angleški prevod: Notes on the Third Reich, 2013)
- Ultimi scritti (1977)
- La via della realizzazione di sé secondo i misteri di Mitra (1977; Angleški prevod: The Path of Enlightenment According to the Mithraic Mysteries, 1994, ISBN 1-55818-228-4)
- Lo Zen (1981; Angleški prevod: Zen: The Religion of the Samurai, 1993)
- Un Maestro dei tempi moderni: René Guénon (1984; Angleški prevod: Rene Guenon: A Teacher for Modern Times, 1994)[6]
- Metaphysics of War: Battle, Victory and Death in the World of Tradition (2007)